# Nicolae Cebotari
Nicolae Cebotari (în rusă Николай Акимович Чеботарь; n. 21 mai 1958) este un fost fotbalist, antrenor și actual funcționar de fotbal din Republica Moldova, care în prezent este secretar general al Federației Moldovenești de Fotbal.
Ca fotbalist, Nicolae Cebotari a jucat pe postul de portar și a petrecut cea mai mare parte a carierei sale la clubul Zimbru Chișinău (pe atunci numit „Nistru”), la care a jucat peste 200 de meciuri și cu care a evoluat și în Liga Superioară a URSS. În anii 1986 și 1990 jurnaliștii sportivi din RSS Moldovenească l-au desemnat pe Nicolae Cebotari drept cel mai bun fotbalist din republică.